# Gustav Schäfer (roeier)
Gustav Schäfer (Johanngeorgenstadt, 22 september 1906 - München 12 december 1991) was een Duits roeier. Schäfer behaalde op de Olympische Zomerspelen 1936 de gouden medaille.

## Resultaten
- Olympische Zomerspelen 1936 in Berlijn  in de skiff

1900: Hermann Barrelet ·
1904: Frank Greer ·
1908: Harry Blackstaffe ·
1912: William Kinnear ·
1920: John B. Kelly, Sr. ·
1924: Jack Beresford ·
1928: Henry Pearce ·
1932: Henry Pearce ·
1936: Gustav Schäfer ·
1948: Mervyn Wood ·
1952: Joeri Tjoekalov ·
1956: Vjatsjeslav Ivanov ·
1960: Vjatsjeslav Ivanov ·
1964: Vjatsjeslav Ivanov ·
1968: Jan Wienese ·
1972: Joeri Malysjev ·
1976: Pertti Karppinen ·
1980: Pertti Karppinen ·
1984: Pertti Karppinen ·
1988: Thomas Lange ·
1992: Thomas Lange ·
1996: Xeno Müller ·
2000: Robert Waddell ·
2004: Olaf Tufte ·
2008: Olaf Tufte ·
2012: Mahe Drysdale ·
2016: Mahe Drysdale ·
2020: Stefanos Douskos ·
2024: Oliver Zeidler
- Gemeinsame Normdatei: 1107837626
- Virtual International Authority File: 159146937802213831905
- WorldCat: E39PBJxRxjrQHkGrMrC7KFjpyd